# 雲陵 (北魏)
云陵，是中国南北朝北魏孝武帝元修的陵墓。
北魏云陵位于中国陕西省渭南市富平县境内。534年，魏孝武帝元修离开洛阳到长安投奔宇文泰，北魏從此正式分裂成東魏西魏。閏十二月十五日（535年2月3日），宇文泰毒杀元修，改立元宝炬为帝。宇文泰下令把元修埋进草堂佛寺，上諡號為孝武皇帝，十余年后才得正式落葬。他的陵墓称为云陵，大体在今天陕西省渭南市富平县。。